# Reto Rossetti
Reto Rossetti (11 aprile 1909 – Gosport, 20 settembre 1994) è stato uno scrittore ed esperantista svizzero.
La sua carriera professionale come insegnante culminò nella nomina a Direttore del dipartimento delle Arti presso l'Università di Bristol.

## Opere
- Oazo  (Raccolta di poesie in Kvaropo (1952))
- Mestizo de l' Mondo
- El la maniko (raccolta di novelle, 1955)
- Pinta krajono (poesie, 1959)
- Arto kaj Naturo (saggi)

### Traduzioni
- Otelo, dall'Otello di William Shakespeare

### Pubblicazioni redatte
- 33 Rakontoj, con Ferenc Szilágyi
- Angla Antologio con William Auld